# Emil Burow
Emil Burow (* 8. September 1856 in Berlin; † 26. April 1943 in Nürnberg) war ein deutscher Musiker, Komponist und Kapellmeister.

## Leben
Sein Vater war preußischer Staatsbeamter. Er erkannte frühzeitig die besondere Begabung seines Sohnes und ließ ihn neben dem Schulbesuch an den Instrumenten Klavier, Violine und Waldhorn ausbilden. Am 11. Oktober 1871 meldete sich Emil Burow freiwillig zum Militärdienst und wurde als Musikeranwärter in das Musikkorps des preußischen Infanterie-Regiments Prinz Moritz von Anhalt-Dessau Nr. 42 in Stralsund aufgenommen. Musikmeister Hans Meier schlug Emil Burow wegen seiner musikalischen Fähigkeiten zum Kapellmeisterstudium vor. Emil Burow wurde daraufhin an die Königliche akademische Hochschule für Musik in Charlottenburg versetzt. Nach bestandenem Examen bewarb er sich mit Erfolg um den frei gewordene Musikmeister-Dienstposten beim Königlich Bayerischen 5. Infanterie-Regiment Großherzog Ernst Ludwig von Hessen in Bamberg. Mit großem Erfolg leitete er das Musikkorps bis 1901. Daraufhin leitete er das Musikkorps des Königlich Bayerischen 14. Infanterie-Regiments Hartmann in Nürnberg.

## Werke

### Werke für Blasorchester
- 1887 Fränkischer Sängermarsch
- Fürsten-Fanfare (Bearbeitung: Hans Orterer)
- Großherzog Ludwig-Marsch
- Oberst Blaul-Marsch (Bearbeitung: Hans Orterer)
- Polnisches Lied
- Sans-Soucis-Marsch
- Ulmer Fischer-Marsch

| Personendaten    | Personendaten                                  |
| ---------------- | ---------------------------------------------- |
| NAME             | Burow, Emil                                    |
| KURZBESCHREIBUNG | deutscher Musiker, Komponist und Kapellmeister |
| GEBURTSDATUM     | 8. September 1856                              |
| GEBURTSORT       | Berlin                                         |
| STERBEDATUM      | 26. April 1943                                 |
| STERBEORT        | Nürnberg                                       |